# Lasse Mårtenson
Lars Anders Fredrik Mårtenson, más conocido como Lasse Mårtenson (Helsinki, 24 de septiembre de 1934 — Espoo, 14 de mayo de 2016) fue un cantante, compositor, actor y conductor teatral de origen finlandés. Representó a su país en el Festival de la Canción de Eurovisión 1964 con la canción «Laiskotellen». Es conocido en su país natal por ser el compositor de «Maija from the Storm Skerries», una melodía lírica para piano.

## Festival de Eurovisión 1964
En 1964, Mårtenson se presentó con la canción "Laiskotellen" en la Final Nacional de Finlandia para poder representar a su país en el Festival de Eurovisión ese mismo año. Obtuvo el primer lugar en dicha competencia, lo que le dio el derecho de poder participar en Eurovisión, celebrado en Copenhague, Dinamarca. Finalmente, Lasse consiguió 9 puntos, posicionándose en el 7° puesto. 
| Predecesor: "Muistojeni laulu" Laila Halme | Finlandia en el Festival de Eurovisión 1964 | Sucesor: "Aurinko laskee länteen" Viktor Klimenko |

- Datos: Q1806663
- Multimedia: Lasse Mårtenson / Q1806663